# Pădureni (gmina Mărgineni)
Pădureni – wieś w Rumunii, w okręgu Bacău, w gminie Mărgineni. W 2011 roku liczyła 340 mieszkańców.